# Афайя

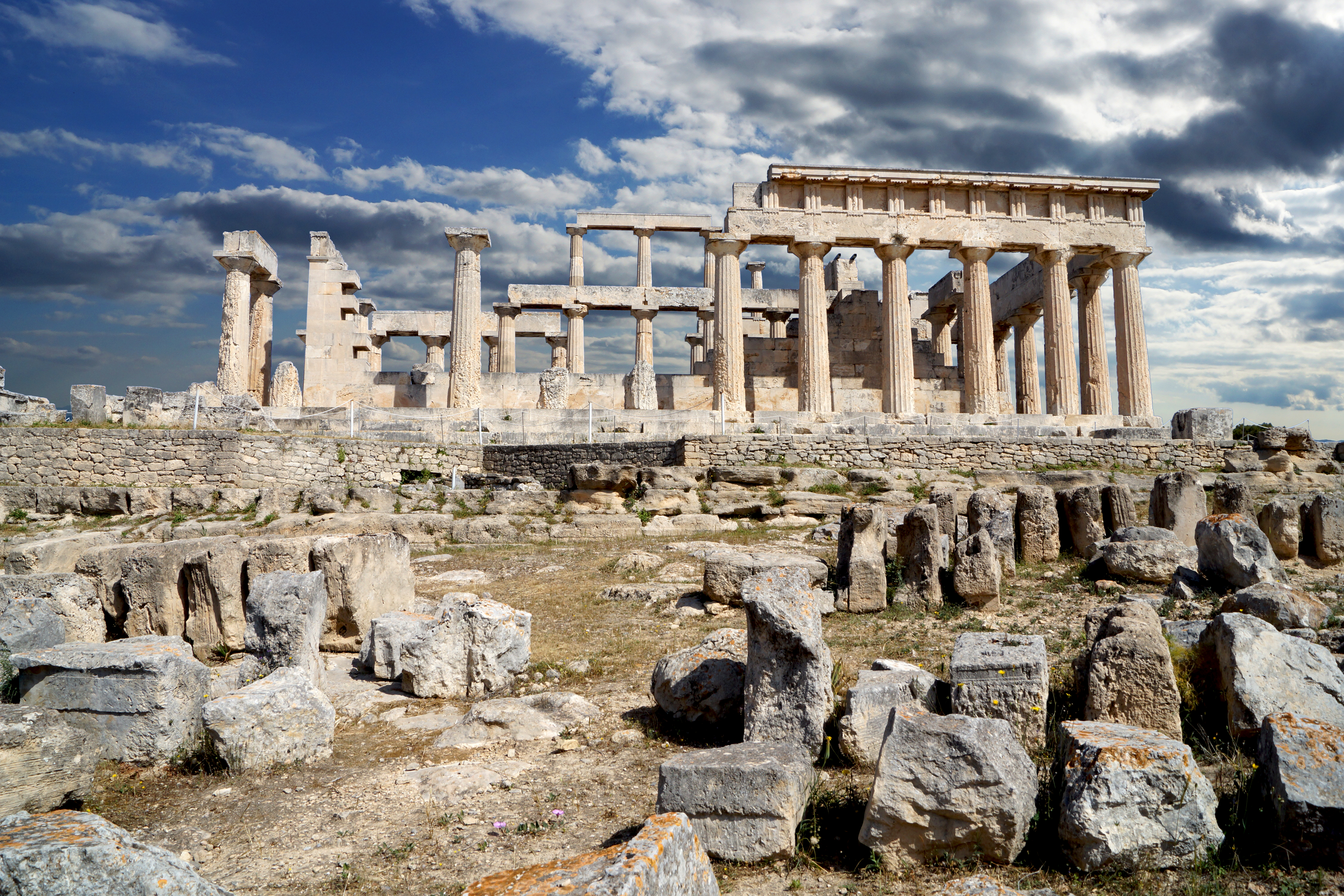
Храм Афайи на острове Эгина

Афа́йя (др.-греч. Ἀφαία «не тёмная») — древнегреческая богиня.
Почитание богини Афайи в античное время имело место исключительно на острове Эгина, хотя учёными установлено, что её культ был привнесён с Крита, где он прослеживается начиная с XIV века до н. э. Афайя считалась богиней-покровительницей острова, а также богиней плодородия, богатства и сельскохозяйственных работ. После подчинения Эгины Афинам Афайя, согласно Павсанию, нередко отождествлялась с Афиной Палладой, Артемидой и нимфой Бритомартидой (которая входила в свиту Артемиды и иногда отождествлялась со своей повелительницей).
Храм Афайи находился на холме в 13 километрах восточнее столицы Эгины и был построен около 500 года до н. э. на месте более старого храма. В 1812 году его статуи, украшавшие портик, были куплены баварским наследным принцем Людвигом (будущим королём Баварии Людвигом I) и с тех пор находятся в мюнхенской Глиптотеке. Археологические раскопки в храме Афайи проводились вплоть до 1988 года.